# Messier 42
Messier 42 (M42 ili NGC 1976) također Orionova maglica je emisijska maglica u zviježđu Orion. Nalazi se u Orionovom maču, nizu zvijezda postavljenih okomito na Orionov pojas. Maglica je jedan od najfotografiranijih objekata na nebu zbog svoje iznimne ljepote i sjajnosti. M42 je također i pod budnim okom astronoma jer se u njoj odvijaju procesi formiranja zvijezda i planeta.

## Povijest
Maglica je poznata od davnina kao magličasta zvijezda. Američki Indijanci Maya spominju je u svojoj mitologiji. U Europi nema pisanih dokaza o poznavanju maglice sve do 17. stoljeća. Orionovu Maglicu "otkrio" je Nicolas-Claude Fabri de Peiresc 1610. godine kada je promatrao to područje teleskopom. Začudo, Galileo je promatrao to područje svojim teleskopom, ali nije zabilježio maglicu. Otkriće Nicolasa-Claudea Fabrija de Peiresca palo je u zaborav i ponovno ju je otkrio Christiaan Huygens 1659. godine. Charles Messier uključio ju je u svoj katalog 4. ožujka 1769. Messier je također uočio i tri zvijezde u Trapezu. 
U 19. stoljeću spektroskopija je pokazala da se radi o plinovitom objektu. Henry Draper je prvi maglicu fotografirao 1880. godine. 
Početkom 20. stoljeća otkrivene su turbulenciju u plinu koji sačinjava maglicu. 1931. otkriveno je još nekolicina tamnijih zvijezda oko Trapeza pa je ta grupacija zvijezda klasificirana kao otvoreni skup.
Godine 1993., Hubble Space Telescope je promatrao M42 i otkrio mnoge protoplanetarne diskove. Pomoću njegovih fotografija prati se evolucija tih diskova i stvoren je 3D model maglice.

## Svojstva

#### Struktura
Orionova maglica proteže se preko 10°  na nebu sa svojim tamnim izdancima. U nju su uključene oblaci neutralnog plina i prašine, zvjezdane asocijacije, ionizirani plinovi i refleksijske maglice.
Maglica tvori približno okrugao oblak čija je najveća gustoća pri centru. Temperature oblaka dosežu i 10.000 K, ali pri rubovima su mnogo niže, za razliku od gustoće, brzine pojedinih dijelova maglice pokazuju veliku turbulentnost oblaka, posebice u blizini jezgre. Brzine kretanja pojedinih oblaka su 10 km/s, postoje i lokalne varijacije gdje brzine dosežu 50 km/s. 
Na fotografijama je često vidljiv samo središnji dio maglice koji se proteže u promjeru oko 1°. Taj dio maglice je obasjan jakim zračenjem mladih zvijezda od kojih se posebno ističu 4 zvijezde koje tvore Trapez. 
Udaljenost do maglice je procijenjena na 1600 svjetlosnih godina. Promjer njenog središnjeg dijela je 30 svjetlosnih godina, a cijele maglice je 280 svjetlosnih godina.

#### Formiranje zvijezda i planeta
Orionova maglica primjer je rodilišta zvijezda. Promatranja maglice otkrila su oko 700 zvijezda u raznim stupnjevima razvitka. HST je otkrio 150 protoplanetarnih diskova i time dokazao da je formiranje planeta uobičajena pojava u svemiru.
Mlade zvijezde u maglici svojim snažnim zračenjem uzrokuju izobličenja protoplanetarnih diskova. Interakcijom između zračenja i plotoplanetarnih diskova stvaraju se gušći oblaci koji se kasnije urušavaju i tako stvaraju planete i zvijezde. 
Formaciju zvijezda u Orionovoj maglici vjerojatno je potaknula supernova koja je eksplodirala prije 3 milijuna godina. Ostatak te eksplozije je ogroman polukružni prsten plina nazvan Barnardova petlja. 
Fotografije HST-a otkrile su oko 3000 zvijezda do magnitude + 23. Među tih 3000 zvijezda nalaze se sjajni plavi superdivovi, zvijezde slične Suncu i smeđi patuljci.

#### Evolucija maglice
Najstarije zvijezde u Orionovoj maglici imaju možda tek 100.000 godina. Najsjajnije su možda stare tek 10.000 godina. Masivne mlade zvijezde snažnim UV zračenjem potiskuju plin oko sebe i stvaraju šupljine u maglici. Potiskivanjem plina se maglica razrjeđuje i time postupno prekida formiranje novih zvijezda. Za otprilike 100.000 godina većina plina će biti izbačena iz maglice i na tom mjestu će se nalaziti sjajan otvoreni skup sličan Vlašićima.

## Amaterska promatranja
Orionova maglica je lako vidljiva uz pomoć i najjednostavnijeg optičkog pomagala. Dalekozor će pokazati sjajnu zvijezdu okruženu ovalnim oblakom. Kroz veće dvoglede može se uočiti i Messier 43 malo iznad Orionove maglice. 
Teleskopska promatranja uvijek mame uzdahe. Pod tamnim nebom mogu se uočiti dugi izdanci maglice kako se šire iz Trapeza. Kroz 200 mm teleskop izdanci se pretvaraju u prsten koji zatvara šupljinu ispod maglice. Veći teleskopi, 300 mm i više, u veoma tamnim noćima mogu pokazati neke naznake boje. Kroz teleskope manjeg promjera maglica ima plavo-zelenu nijansu dok je regija oko Trapeza bijela.
Zanimljiv je i skup Trapez u sredini maglice. Već će i promatrač početnik uočiti zbog čega je dobio naziv. Četiri sjajne plave zvijezde približno ista sjaja tvore lik skoro pravilna trapeza. Napredniji promatrači mogu potražiti i nekolicinu zvijezda oko Trapeza, koje su mnogo tamnije i skrivene u maglici.
Za promatranje iz područja gdje se nalazi puno rasvjete, t.j. svjetlosnog zagađenja, preporuča se korištenje UHC filtera. Treba napomenuti da UHC filter pojačava kontrast, ali skriva neke detalje u sjajnijim dijelovima maglice.

## Vanjske poveznice
- Filip Lolić
- Skice Orionove maglice